# 沈筠
沈筠，字开平，浙江仁和县（今属杭州市）人。清朝翰林。

## 生平
康熙十八年（1679年）己未科进士，改庶吉士。同年，召试博学鸿词，授编修。工诗，有《斗虹集》。《晚晴簃诗汇》收其诗。
- 《送趙恆夫司榷邗關》

含香建禮識英名，禮榷新持使節行。
薊北暫移琴鶴去，竹西長聽管弦聲。
從教筐篚登天府，自有文章繼漢京。
最羨風流官閣底，梅花一樹賦初成。